# Yves Arman
Pour les articles homonymes, voir Arman (homonymie).
Yves Arman, né Yves Fernandez le 18 septembre 1954 à Nice et mort le 15 février 1989 à Saragosse en Espagne, est un collectionneur et marchand d'art, photographe et écrivain qui écrivit un des premiers ouvrages de référence sur Marcel Duchamp, artiste sur lequel il s'était spécialisé en honorant « la dérision duchampienne ».

## Biographie
Benjamin des trois enfants de l'artiste peintre plasticien Arman et de la compositrice française Éliane Radigue, Yves est appelé ainsi en référence à son parrain, le meilleur ami d'Arman, Yves Klein.
Yves Arman s'installe à New York, avec sa femme Francine, en 1975. Il y ouvre une galerie d'art sur Madison Avenue, la Gallery Yves Arman, de la fin des années 1970 jusqu'en 1984, où il expose de nombreux jeunes artistes, avec deux maximes : « In art we trust » (« Nous croyons en l'art », déclinaison de la devise des États-Unis, « In God We Trust ».) et « L'Art c'est la Vie » (« Art is life »), en écho, clin d'œil à Marcel Duchamp.
En 1987, il quitte New York pour Monte-Carlo, où est née sa fille, Madison Arman.
Deux ans plus tard, il meurt dans un accident de voiture à 34 ans, alors qu'il se rendait à Madrid à une foire d'art contemporain où il devait retrouver Keith Haring. En guise d'adieu, celui-ci peint sur son cercueil son icône de l'ange, symbole qu'Yves avait choisi pour signature et sceau dans ses activités. Il repose au cimetière de Vence avec sa grand-mère paternelle, Marie-Marguerite Jacquet Fernandez, décédée en 1973 et son grand-père paternel Antonio Fernandez décédé en 1992.

## Publications
- 1984 : Marcel Duchamp joue et gagne, publié conjointement par Marval Press et Gallery Yves Arman  (ISBN 2-86234-001-4)
- 1988 : Étant donné qu’Éros c'est la vie, ouvrage de photos accompagnées de brefs textes  (ISBN 2862340235) Le titre et la mise en page sont une évocation de la dernière œuvre de Marcel Duchamp, longtemps secrète, Étant donnés.